# Arsenal de Ferrol
El Arsenal Militar de Ferrol es un arsenal, astillero y base naval de gran importancia para la Armada española, construido con la intención de desarrollar la política naval de Felipe V y su secretario el marqués de la Ensenada.

## Historia

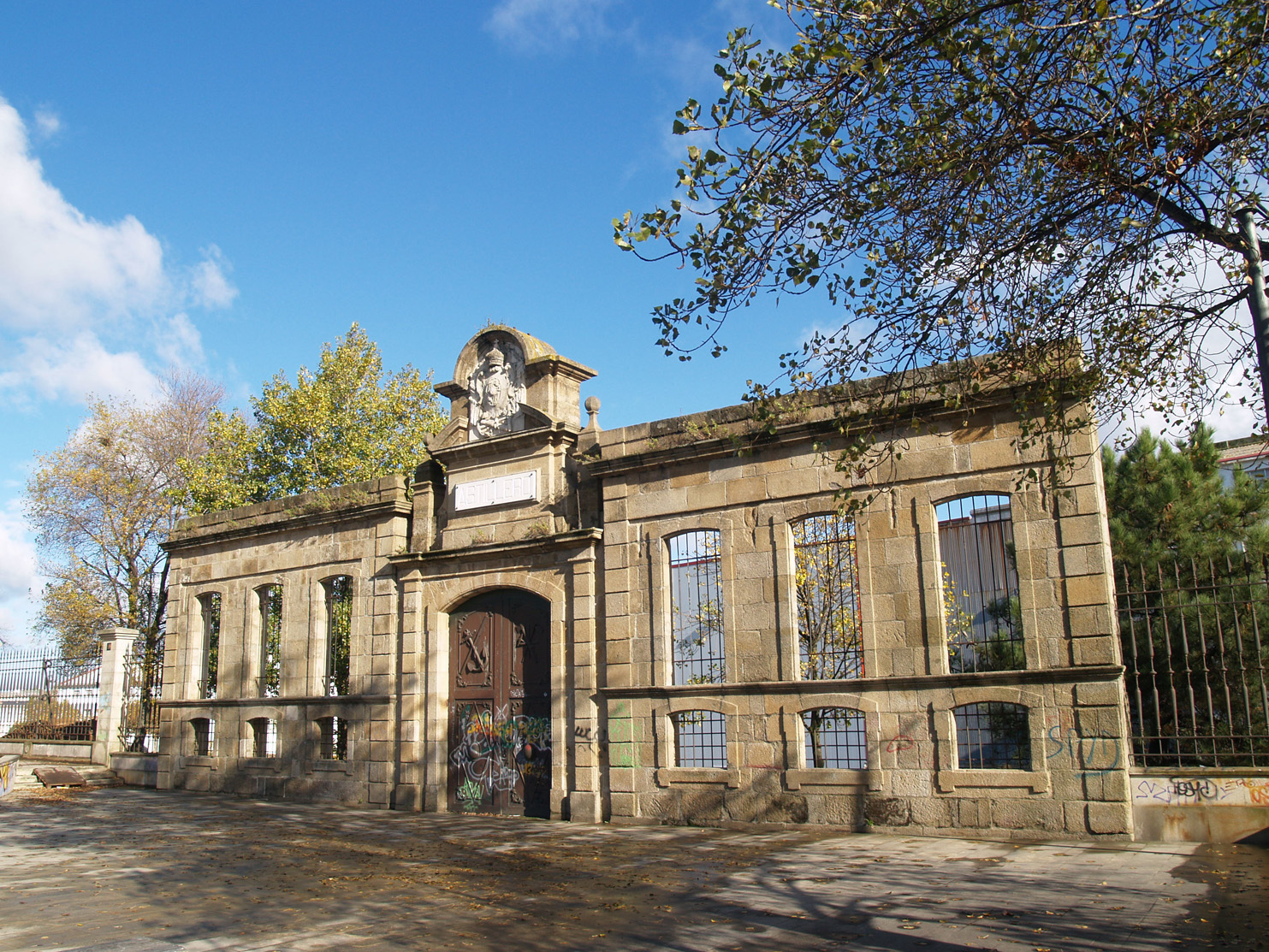
Una de las antiguas puertas de los astilleros ferrolanos, edificada en 1857.

Los astilleros, fundados en el reinado de Felipe V, han sido durante muchos años el motor de Ferrol (La Coruña) y su comarca. Actualmente, es un sector en crisis, pero continúa siendo uno de los puntos con mayor capacidad industrial (industria pesada) de toda Galicia. 
Tras la estrechez de su primera ubicación en La Graña, asumiendo un antiguo proyecto del ingeniero Montaigú de 1723, el Teniente General Cosme Álvarez diseñaba en 1747 el primer proyecto del Arsenal, que fue aprobado en 1750 y modificado bajo la supervisión de Jorge Juan, contando con las actuaciones de otros notables ingenieros y arquitectos como Llobet o Sánchez Bort. 
El Arsenal Militar de Ferrol constituye la materialización del diseño ilustrado: una dársena con capacidad para 70 navíos de línea y sus diques, almacenes, talleres… obras todas cuya magnificencia cumplía además el papel de propagar el poder Real. El Arsenal cumpliría también la función defensiva propia y de ciudadela de la Plaza de Ferrol como último reducto ante un posible ataque por tierra. En todas sus construcciones se percibe la obsesión por el orden racionalista: utilidad y ciencia.
Durante la Guerra Civil, desde julio de 1936 hasta al menos abril de 1939, sirvió como campo de concentración de prisioneros republicanos, ubicado en las naves de la Escollera. También se utilizaron los buques Contramaestre Casado, Plus Ultra y Genoveva Fierro para recluir a los detenidos. La prensa local dejó constancia de ejecuciones de presos («por traidores a la Patria»), práctica habitual en este y otros centros de reclusión franquistas durante el conflicto, tras la celebración de juicios sumarísimos.
Actualmente, se encuentran los astilleros de la empresa pública Navantia, especializados en la construcción de grandes barcos de guerra, así como la reparación de buques de gran tamaño (petroleros, gaseros, transbordadores, etc.).